# 特雷西·杰克逊
特雷西·科德尔·杰克逊（英語：Tracy Cordell Jackson，1959年4月21日—），美国NBA联盟前职业篮球运动员。他在1981年的NBA选秀中第2轮第25顺位被波士顿凯尔特人选中。